# Четкорепа мулгара
Четкорепа мулгара (Dasycercus blythi) је врста сисара торбара из реда Dasyuromorphia и породице Dasyuridae. 

## Распрострањење
Ареал врсте је ограничен на једну државу. Аустралија је једино познато природно станиште врсте.

## Станиште
Станиште врсте је травна вегетација.

## Начин живота
Број младунаца које женка доноси на свет је највише 6.

## Угроженост
Ова врста је наведена као последња брига, јер има широко распрострањење и честа је врста.